# Аллаций, Лев
Лев Алла́ций (Алля́ций) (греч. Λέων Ἀλλάτιος, Λιωνής Ἀλάτζης, итал. Leone Allacci (Allacio), лат. Leo Allatius (Allacius); 1586—1669) — итальянский богослов-униат и библиотекарь, грек по происхождению. Один из основателей византиноведения.

## Биография
Лионис Аллатиос родился в 1586 году на острове Хиос в греческой православной семье. В 10-летнем возрасте был увезён в Италию, учился в Риме, в греческой коллегии (1599—1610), стал католиком.
Лев Аллаций старался показать, что между католической и православной церквями по главным вопросам веры всегда было согласие, а разница — только в церковных обычаях. Настаивал на примате Римской церкви, как воспринявшей первенство апостола Петра.
Служил библиотекарем у Франческо Барберини, а позже в 1661 году папа Александр VII назначил его главным хранителем библиотеки Ватикана, и эту должность Аллаций занимал вплоть до своей смерти.
Умер 19 января 1669 года в Риме.
Его переписка (до 1000 писем на греческом и латинском языках) хранится в библиотеке ораторианцев в Риме.

## Сочинения
Главные труды Аллация: «De ecclesiae occidentalis atque orientalis perpetua consensione libri tres» (Кёльн, 1648); «De utriusque ecclesiae occidentalis atque orientalis perpétua in dogmate de purgatorio consensione» (Рим, 1655); «Graeciae orthodoxae tomi duo» (Рим, 1652—59). Эти произведения Аллация не лишены значения для науки, хотя их заметная тенденциозность заставляет относиться к ним с осторожностью.
Вне научных кругов Аллатий на сегодняшний день наиболее известен, возможно, работой «Речь о крайней плоти Господа нашего Иисуса Христа» (лат. De Praeputio Domini Nostri Jesu Christi Diatriba). Это небольшое эссе упомянуто в «Греческой библиотеке» Иоганна Альберта Фабрициуса (глава 17) как неопубликованная работа. По утверждению Дж. У. Фута и Дж. М. Уилера, в этом трактате Аллатий «утверждает, что она вознеслась, как и сам Иисус, и расширилась в одно из колец Сатурна».